# Specialvare
En specialvare eller speciality good er en kategori indenfor forbrugsvarer. Kategoriseringen er foretaget med baggrund i forbrugerens præferencer og ud fra at forbrugeren har et i forvejen bestemt indkøbsmønster. Ved specialvarer foretrækkes et bestemt mærke eller en vare med en unik karakter. 
Pris er sjældent det væsentligste parameter for specialvarer, i stedet sælges de primært på kvalitet, pålidelighed og image.
Specialvarer kan købes i både dagligvarebutikker, udvalgsvarebutikker og specialbutikker. 